# Brunellia inermis
Espèce
Synonymes
- Brunellia carpishensis Cuatrec.[1]
- Brunellia inermis var. inermis[1]

Statut de conservation UICN

 EN B2ab(iii) : En danger
Brunellia inermis est une espèce de plantes de la famille des Brunelliaceae.

## Liste des variétés
Selon Tropicos (9 avril 2019) (Attention liste brute contenant possiblement des synonymes) :
- variété Brunellia inermis var. inermis
- variété Brunellia inermis var. petiolulata Cuatrec.

## Publication originale
- Systema Vegetabilium Florae Peruvianae et Chilensis 127. 1798. (late Dec 1798)